# یودا
یودا (انگلیسی: Yoda) شخصیت تخیلی در فرنچایز جنگ ستارگان است که اولین بار در فیلم امپراتوری ضربه می‌زند (۱۹۸۰) ظاهر شد. او یک بیگانهٔ انسان‌نمای کوچک و سبزرنگ است که قدرت استفاده از نیرو را دارد و به‌عنوان استاد بزرگ آیین جدای شناخته می‌شود. در امپراتوری ضربه می‌زند، صداپیشگی یودا و عروسک‌گردانی آن بر عهده فرانک اوز بود که این نقش را بار دیگر در بازگشت جدای (۱۹۸۳)، سه‌گانهٔ پیش‌درآمد و سه گانهٔ دنباله ایفا کرده‌است. غیر از فیلم‌ها، صداپیشگی این شخصیت عمدتاً بر عهدهٔ تام کین بوده که با مجموعه تلویزیونی انیمیشنی جنگ‌های کلون در سال ۲۰۰۳ آغاز شد. یودا از آن زمان تا کنون به دلیل خصوصیات متمایز در رفتار و گفتار و همچنین نقشی که به‌عنوان یک مربی خردمند دارد، به چهره‌ای نمادین در فرهنگ عامه تبدیل شده‌است. در سال ۲۰۰۷، یودا از سوی مجلهٔ امپایر به عنوان «بیست و پنجمین شخصیت بزرگ سینمای تمام دوران» انتخاب شد.
یودا در اولین حضورش در سه‌گانهٔ اصلی، به عنوان مربی اوبی وان کنوبی توصیف می‌شد و در سیاره باتلاقی داگوبا در تبعید زندگی می‌کند. او تا زمان مرگش در ۹۰۰ سالگی، لوک اسکای‌واکر را آموزش می‌دهد، و بعداً به عنوان روح یکی‌شده با نیرو بازمی‌گردد. در سه‌گانه پیش‌درآمد، یودا شورای عالی محفل جدای را رهبری می‌کند و نسل‌های جوان جدای را آموزش می‌دهد تا زمانی که آن‌ها به مقام استاد منصوب شوند. هنگامی که جنگ کلون‌ها آغاز می‌شود، او ژنرال ارتش جمهوری کهکشانی می‌شود و چندین لژیون از سربازان کلون را رهبری می‌کند. یودا یکی از معدود جدای‌هایی است که در پایان جنگ از حوادث فرمان ۶۶ جان سالم به در می‌برد و در مقابل امپراتور پالپاتین به بن‌بست می‌رسد که در نهایت مجبور می‌شود مخفیانه زندگی کند. روح یودا دوباره در سه‌گانهٔ دنبالهٔ ظاهر می‌شود و به لوک اسکای‌واکر پیر توصیه‌هایی می‌کند و به ری قدرت می‌دهد تا با پالپاتین از گور برخاسته روبرو شود.

## مفهوم و خلق
جرج لوکاس، خالق فرنچایز جنگ ستارگان، بیان کرده که او در ابتدا اوبی وان کنوبی را برای آموزش‌دادن به لوک اسکای‌واکر اختصاص داده بود، اما به این نتیجه رسید که منطقی نیست او بایستد و لوک را تماشا کند که تمام درگیری‌ها را در فیلم انجام می‌دهد و به او کمک نکند، بنابراین او را در داستان فیلم اول کشت. او سپس یک شخصیت جدید به نام یودا را ساخت تا به لوک آموزش دهد. لوکاس برای صداپیشگی شخصیت به جیم هنسن مراجعه کرد اما هنسن مشغول پروژه‌های دیگری بود و فرانک اوز را برای این نقش پیشنهاد کرد. به گفته میکاپ آرتیست استوارت فریبورن، چهره یودا بر اساس چهره او و آلبرت انیشتین (به ویژه چین و چروک‌های چشم انیشتین) ساخته شده‌است. این شخصیت برای جنگ ستارگان: قسمت اول – تهدید شبح دوباره طراحی شد تا جوان‌تر به نظر برسد. او با استفاده از تصاویر تولید شده توسط کامپیوتر (CGI) در نسخهٔ ۱۹۹۹ بازخلق شد.